# 権現通
権現通（ごんげんとおり）は、愛知県名古屋市中村区の地名。現行行政地名は権現通1丁目から権現通4丁目。住居表示未実施。

## 地理
名古屋市中村区南東部に位置する。東は太閤二丁目、西は千成通に接する。

## 歴史

### 地名の由来
熊野権現（熊野社）に由来する。

### 沿革
- 1939年（昭和14年）6月1日 - 以下の通り、中村区米野町の一部により同区権現通として成立[1]。
  - 権現通1丁目が、米野町字後口・字東出の各一部により成立[1]。
  - 権現通2丁目が、米野町字郷前・字居屋敷の各一部により成立[1]。
  - 権現通3丁目が、米野町字茶ノ木島の一部により成立[1]。
  - 権現通4丁目が、米野町字茶ノ木島・字上角田・字板海道の各一部により成立[1]。
- 1940年（昭和15年）2月15日 - 米野町字東出・字居屋敷の各一部が権現通2丁目に、米野町字茶ノ木島の一部が権現通3丁目にそれぞれ編入される[1]。
- 1941年（昭和16年）1月1日 - 米野町字後口・字北田面の各一部が権現通1丁目に編入される[9]。
- 1981年（昭和56年）6月7日 - 権現通1丁目・2丁目の各一部が太閤五丁目に編入される[10]。

## 世帯数と人口
2019年（平成31年）2月1日現在の世帯数と人口は以下の通りである。
| 町丁   | 世帯数  | 人口  |
| ------ | ------- | ----- |
| 権現通 | 159世帯 | 266人 |

### 人口の変遷
国勢調査による人口の推移
| 1950年（昭和25年） | 627人 | [ 11 ] |  |
| 1955年（昭和30年） | 781人 | [ 11 ] |  |
| 1960年（昭和35年） | 944人 | [ 12 ] |  |
| 1965年（昭和40年） | 914人 | [ 12 ] |  |
| 1970年（昭和45年） | 890人 | [ 13 ] |  |
| 1975年（昭和50年） | 796人 | [ 13 ] |  |
| 1980年（昭和55年） | 532人 | [ 14 ] |  |
| 1985年（昭和60年） | 481人 | [ 14 ] |  |
| 1990年（平成2年）  | 379人 | [ 15 ] |  |
| 1995年（平成7年）  | 389人 | [ 16 ] |  |
| 2000年（平成12年） | 339人 | [ 17 ] |  |
| 2005年（平成17年） | 260人 | [ 18 ] |  |
| 2010年（平成22年） | 283人 | [ 19 ] |  |
| 2015年（平成27年） | 262人 | [ 20 ] |  |

## 学区
市立小・中学校に通う場合、学校等は以下の通りとなる。また、公立高等学校に通う場合、学区は以下の通りとなる。
| 丁目        | 番・番地等 | 小学校               | 中学校               | 高等学校 |
| ----------- | ---------- | -------------------- | -------------------- | -------- |
| 権現通1丁目 | 全域       | 名古屋市立米野小学校 | 名古屋市立黄金中学校 | 尾張学区 |
| 権現通1丁目 | 全域       | 名古屋市立米野小学校 | 名古屋市立黄金中学校 | 尾張学区 |
| 権現通1丁目 | 全域       | 名古屋市立米野小学校 | 名古屋市立黄金中学校 | 尾張学区 |
| 権現通1丁目 | 全域       | 名古屋市立日吉小学校 | 名古屋市立豊国中学校 | 尾張学区 |

## 交通
- 名古屋市道名西東西10号線[7]（地元では権現通と言われている）

## 施設
- 名古屋市立米野小学校[7]
- 名古屋市立黄金中学校
- 米野交番[7]
- 熊野社[7]
- 茶ノ木島公園[8] - 現在は[いつ?]米野公園の一部となっている。
- 米野公園

## その他

### 日本郵便
- 郵便番号 : 453-0807[4]（集配局：中村郵便局[23]）。